# Colt Modell 1900
Die Colt Modell 1900 ist eine Selbstladepistole, die in den Vereinigten Staaten entwickelt wurde. Ihr Konstrukteur war John Moses Browning.

## Geschichte und Technik

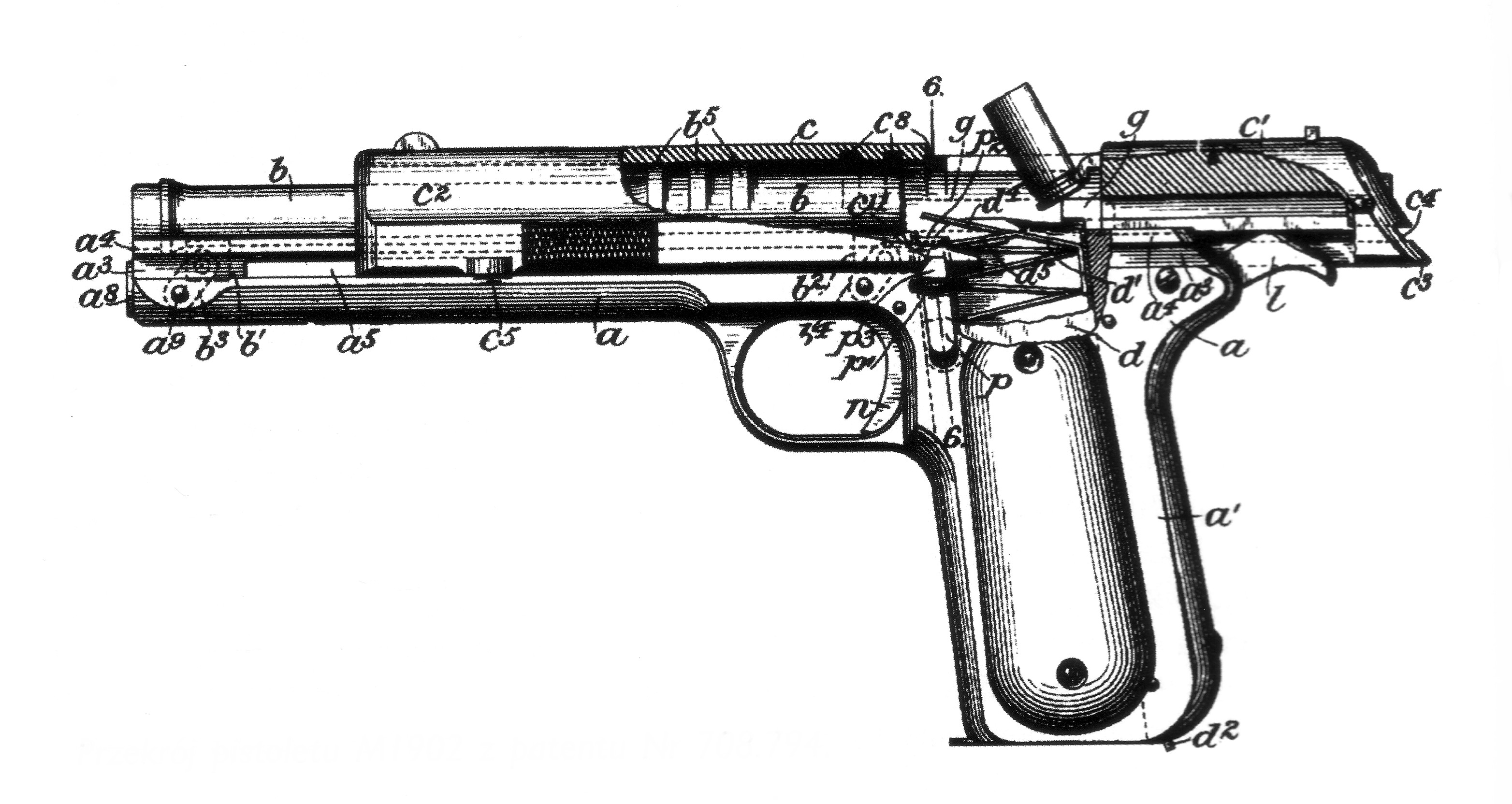
Colt M1900, U.S. Pat. 798,794, Sept.9.1902 für Schlittenfangvorrichtung

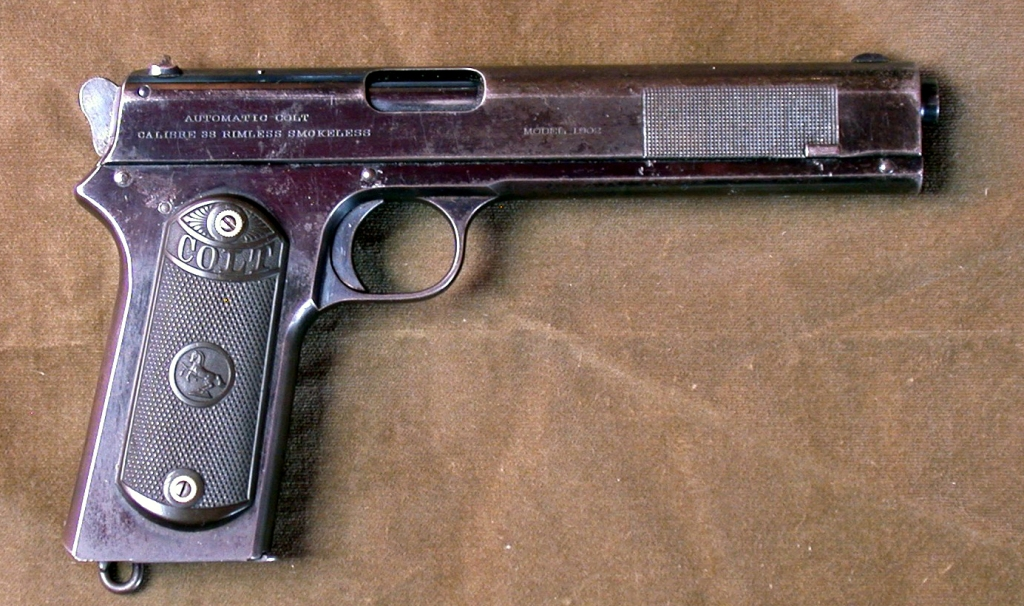
Colt Military 1902 Model

Die Pistole funktioniert als Rückstoßlader. Sie war die erste ihrer Art, die mit einem Schlitten versehen war, eine bis heute wesentliche Baugruppe von Pistolen. Die eigens dafür entworfene Patrone .38 COLT AUTOMATIC, auf der Waffe bezeichnet als CALIBRE.38 RIMLESS SMOKELESS (nicht zu verwechseln mit der kürzeren und ungleich schwächeren .380 ACP) war zu stark für einen einfachen Masseverschluss. Lauf und Verschlussschlitten sind durch Kämme verriegelt, die in Nuten im Inneren des Schlittens einrasten. Beim gemeinsamen Zurücklauf nach dem Schuss wird der Lauf durch ein hinten und vorne am Griffrahmen angelenktes Kettenglied parallel heruntergezogen und entriegelt. Diese Anordnung hatte Browning im Jahr 1897 erdacht und patentieren lassen (U.S. Pat. 580,924, Apr. 20, 1897); sie und spätere Varianten werden nach ihm als Browning-System benannt. Als Sicherung dient beim Modell 1900 das Visier, das abgeklappt den Zündstift blockiert. Versuche mit einer Sicherung, die links am Schlitten mit dem Daumen betätigt wurde und den Zündstift blockierte, wurden nicht weitergeführt. Spätere Ausführungen haben als Sicherung einzig eine Sicherungsrast am Hahn. Das Magazin dieser ersten automatischen Pistolen von Colt fasste sieben Schuss, die Lauflänge betrug 6 Zoll.
Beim Colt M1902 Military wurde zusätzlich ein Schlittenfang und eine Fangriemen-Öse hinzugefügt, das Magazin fasste acht Patronen und die hölzernen Griffschalen wurden durch Schalen aus Hartgummi ersetzt. Das Modell 1900 wurde als Colt M1902 Sporting in der Nummernreihe des M1900 fortgeführt. Zusätzlich wurde ein Colt M1902 Military mit einer Magazinkapazität von acht Patronen in einer neuen Nummernreihe sowie ein Colt M1903 Pocket Hammer mit 4,5 Zoll Lauf auf den Markt gebracht.
Alle diese Waffen weckten das Interesse des amerikanischen Militärs. Die Zeugämter der Army und der Navy bestellten einige hundert Exemplare, wiesen sie jedoch zurück, da man bemängelte, dass die Munition nicht stark und großkalibrig genug sei. Die Anforderung an das Kaliber legten sie mit .45 Zoll fest (etwa 11,4 mm). Zudem wurde die Sicherungsrast am Hahn als ungenügend bezeichnet.

## Bedeutung
Die Waffe war kein großer kommerzieller Erfolg, die Art ihrer Konstruktion erwies sich jedoch als bedeutsam für die Entwicklung von Faustfeuerwaffen. Die hiermit eingeführten Lösungen wurden vielfach aufgegriffen und modifiziert, haben sich jedoch in ihrer grundlegenden Form bis heute bewährt. Ein Beispiel dafür lieferte der Konstrukteur selbst. Browning sann weiter auf den Zuschlag für die Militärpistole und beherzigte die Vorgaben zur Munition. Er griff auf Hülsen von Standard-Gewehrpatronen der Armee zurück, kürzte sie auf 23 mm und versah sie mit .45er-Geschossen. In verbesserter Form entstand daraus später die Patrone .45 ACP für eine neu entwickelte Pistole in diesem Kaliber, das Modell Colt Model 1905 Automatic Pistol. Aus dieser Waffe wurden bis 1911 diverse Prototypen entwickelt, die schließlich zur Ordonnanzpistole der Streitkräfte der Vereinigten Staaten, des Colt MODEL OF 1911 U.S. ARMY führten.
Vom Urmodell M1900 wurden bis 1903 nur wenig mehr als 3500 Stück hergestellt, daraufhin wurde es vom M1902 Sporting in der gleichen Nummernreihe abgelöst. Von diesen 3500 Stück wurden 250 Pistolen für die U.S.Navy und 100 für die U.S.Army für Truppenversuche beschafft. Die ersten M1900-Pistolen hatten flache hölzerne Griffschalen, später wurden diese durch geriffelte Schalen ersetzt und bereits ab Seriennummer 2450 wurde Hartgummi Standard. Bei den bis Mitte 1901 gefertigten Pistolen lag der Sicherungshebel, respektive das Visier, direkt vor dem Hahn. In unterer, gesicherter Stellung blockierte es den Zündstift, in oberer Stellung war die darauf eingefräste Kimme sichtbar, was anzeigte, dass die Pistole schussbereit war. Aufgrund der geringen Auflage und des technischen Stellenwertes sind diese ersten Exemplare begehrte Sammlerwaffen.